# جوزف کزاپسکی
یوزف چاپسکی (لهستانی: Józef Czapski; زاده ۳ آوریل ۱۸۹۶ – درگذشته ۱۲ ژانویهٔ ۱۹۹۳) نقاش، نویسنده، و منتقد ادبی اهل لهستان بود. او یک افسر ارتش لهستان در جنگ جهانی دوم بود که به اسارت روسیه‌ی شوروی در آمد و بعدها یادداشت‌های روزانه‌اش از ایام اسارت را منتشر کرد. از چاپسکی درس گفتارهایی در ارودگاه گریزویچ به فارسی ترجمه شده با عنوان پروست علیه زوال.